# هجوم بتسامو–شيركنيس
هجوم بتسامو–شيركنيس هو هجوم عسكري رئيسي خلال الحرب العالمية الثانية، نفذ من قبل الجيش الأحمر ضد الفيرماخت في 1944 في شمال فنلندا والنرويج، بمشاركة فنلندية في الجانب السوفيتي.